# Trần Vũ (chính khách)
Trần Vũ (tiếng Trung: 陈武; sinh tháng 11 năm 1954) là chính khách nước Cộng hòa Nhân dân Trung Hoa. Ông nguyên là Ủy viên Ủy ban Trung ương Đảng Cộng sản Trung Quốc khóa XIX, Ủy viên dự khuyết Ủy ban Trung ương khóa XVIII; Phó Bí thư Khu ủy Khu tự trị dân tộc Choang Quảng Tây, Chủ tịch Chính phủ nhân dân Khu tự trị dân tộc Choang Quảng Tây; Bí thư Thành ủy Nam Ninh, tỉnh Quảng Tây và Phó Chủ tịch Chính phủ Nhân dân Khu tự trị dân tộc Choang Quảng Tây.

## Tiểu sử

### Thân thế
Trần Vũ là người Tráng sinh tháng 11 năm 1954, người Sùng Tả, khu tự trị dân tộc Choang Quảng Tây.

### Giáo dục
Tháng 1 năm 1978, sau khi khôi phục chế độ Cao Khảo cho đến tháng 1 năm 1982, Trần Vũ theo học chuyên ngành triết học khoa triết học tại Đại học Quảng Tây.
Tháng 9 năm 1997 đến tháng 7 năm 2000, ông theo học chuyên ngành luật học lớp nghiên cứu sinh tại chức, Viện Nghiên cứu sinh thuộc Trường Đảng Trung ương Đảng Cộng sản Trung Quốc.

### Sự nghiệp
Tháng 10 năm 1972, sau khi tốt nghiệp trung học ở tuổi 18, Trần Vũ làm việc cho kho lương khố số 1 thành phố Nam Ninh Quảng Tây và là công nhân nhà máy gạo Kiều Đại Tây Bình thuộc thành phố Nam Ninh. Tháng 2 năm 1975, Trần Vũ gia nhập Đảng Cộng sản Trung Quốc. Tháng 10 năm 1975, ông về làm cán bộ phòng công tác chính trị của Cục lương thực thành phố Nam Ninh, Quảng Tây.
Tháng 1 năm 1982, sau khi tốt nghiệp, Trần Vũ được phân phối về làm cán bộ phòng Tổng hợp, Ủy ban Kế hoạch Khu tự trị dân tộc Choang Quảng Tây. Tháng 11 năm 1986, ông được bổ nhiệm giữ chức Phó phòng Tổng hợp, Ủy ban Kế hoạch Khu tự trị dân tộc Choang Quảng Tây. Tháng 4 năm 1992, ông được bổ nhiệm làm Trưởng phòng Tổng hợp, Ủy ban Kế hoạch Khu tự trị dân tộc Choang Quảng Tây.
Tháng 6 năm 1993, Trần Vũ được luân chuyển làm Trợ lý Chuyên viên Cơ quan hành chính Địa khu Nam Ninh Quảng Tây. Tháng 7 năm 1994, ông được bổ nhiệm giữ chức Phó Chuyên viên Cơ quan hành chính Địa khu Nam Ninh. Tháng 5 năm 1995, ông được bổ nhiệm làm Ủy viên Địa ủy địa khu Nam Ninh, Phó Chuyên viên Cơ quan hành chính Địa khu Nam Ninh. Tháng 4 năm 1998, Trần Vũ được luân chuyển giữ chức Chủ nhiệm Văn phòng Ủy ban Cải cách thể chế kinh tế Chính phủ nhân dân Khu tự trị dân tộc Choang Quảng Tây. Tháng 4 năm 2000, ông được bổ nhiệm làm Phó Tổng Thư ký Chính phủ nhân dân Khu tự trị dân tộc Choang Quảng Tây, thành viên Ban Cán sự Đảng Văn phòng Chính phủ nhân dân Khu tự trị dân tộc Choang Quảng Tây. Tháng 5 năm 2001, ông được bổ nhiệm giữ chức Phó Tổng Thư ký Chính phủ nhân dân Khu tự trị dân tộc Choang Quảng Tây, Phó Chủ nhiệm Văn phòng Chính phủ nhân dân Khu tự trị dân tộc Choang Quảng Tây kiêm Chủ nhiệm Trung tâm Nghiên cứu Phát triển Chính phủ nhân dân Khu tự trị dân tộc Choang Quảng Tây. Tháng 4 năm 2003, ông được bổ nhiệm làm Tổng Thư ký Chính phủ nhân dân Khu tự trị dân tộc Choang Quảng Tây kiêm Chủ nhiệm Văn phòng Chính phủ nhân dân Khu tự trị dân tộc Choang Quảng Tây.
Tháng 12 năm 2005, Trần Vũ được bổ nhiệm giữ chức vụ Phó Chủ tịch Chính phủ nhân dân Khu tự trị dân tộc Choang Quảng Tây. Tháng 12 năm 2008, ông được bầu làm Ủy viên Ban Thường vụ Khu ủy khu tự trị dân tộc Choang Quảng Tây kiêm Phó Chủ tịch Chính phủ nhân dân Khu tự trị dân tộc Choang Quảng Tây. Tháng 9 năm 2011, Trần Vũ được luân chuyển làm Ủy viên Ban Thường vụ Khu ủy khu tự trị dân tộc Choang Quảng Tây, Bí thư Thành ủy Nam Ninh kiêm Phó Chủ tịch Chính phủ Nhân dân Khu tự trị dân tộc Choang Quảng Tây. Tháng 11 năm 2011, ông thôi kiêm nhiệm chức vụ Phó Chủ tịch Chính phủ nhân dân Khu tự trị dân tộc Choang Quảng Tây.
Ngày 14 tháng 11 năm 2012, tại Đại hội Đảng Cộng sản Trung Quốc lần thứ 18, ông được bầu làm Ủy viên dự khuyết Ủy ban Trung ương Đảng Cộng sản Trung Quốc khóa XVIII. Tháng 3 năm 2013, Trần Vũ được bổ nhiệm làm Phó Bí thư Khu ủy Khu tự trị dân tộc Choang Quảng Tây, Phó Chủ tịch Chính phủ nhân dân Khu tự trị dân tộc Choang Quảng Tây, quyền Chủ tịch Chính phủ Nhân dân Khu tự trị dân tộc Choang Quảng Tây thay cho ông Mã Biểu. Ngày 19 tháng 4 năm 2013, tại Hội nghị lần thứ hai của Đại hội đại biểu nhân dân khóa XII Khu tự trị dân tộc Choang Quảng Tây, ông chính thức được bầu giữ chức vụ Chủ tịch Chính phủ nhân dân Khu tự trị dân tộc Choang Quảng Tây.
Ngày 11 tháng 10 đến ngày 14 tháng 10 năm 2017, Hội nghị Trung ương lần thứ 7 khóa 18 Đảng Cộng sản Trung Quốc đã đưa ra những quyết định quan trọng về nhân sự, bầu bổ sung 11 Ủy viên dự khuyết vào Ủy ban Trung ương trong đó có Trần Vũ, Chủ tịch Chính phủ nhân dân Khu tự trị dân tộc Choang Quảng Tây.
Ngày 24 tháng 10 năm 2017, tại phiên bế mạc của Đại hội Đảng Cộng sản Trung Quốc lần thứ XIX, Trần Vũ được bầu làm Ủy viên Ủy ban Trung ương Đảng Cộng sản Trung Quốc khóa XIX. Ngày 31 tháng 1 năm 2018, tại Hội nghị lần thứ nhất của Đại hội đại biểu nhân dân khóa XIII Khu tự trị dân tộc Choang Quảng Tây, ông được bầu tái đắc cử chức vụ Chủ tịch Chính phủ nhân dân Khu tự trị dân tộc Choang Quảng Tây. Ngày 19 tháng 10 năm 2020, Trần Vũ được miễn nhiệm chức vụ Chủ tịch Quảng Tây, nghỉ hưu, chức vụ được kế nhiệm bởi Tỉnh trưởng Lam Thiên Lập.